# Carbajal de Fuentes

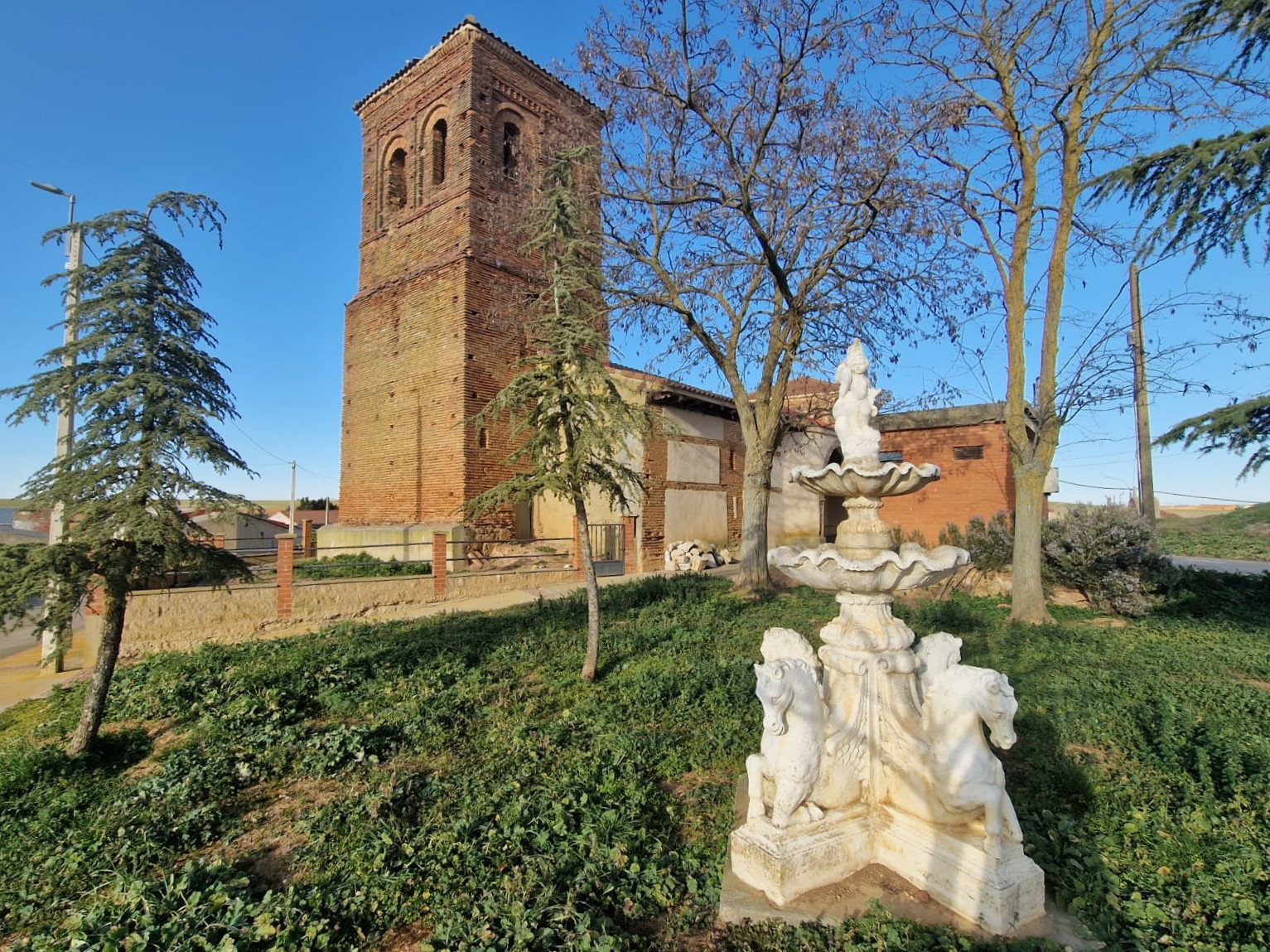
Iglesia de Carbajal de Fuentes

Carbajal de Fuentes es una localidad española, perteneciente al municipio de Fuentes de Carbajal, en la provincia de León y la comarca de Valderas, en la Comunidad Autónoma de Castilla y León.
Situado sobre el Arroyo de la Valdeladehesa o Arroyo de las Cárcavas del Monte, afluente del Arroyo de Carresanmiguel y este a su vez del Canal de la Margen izquierda del Porma, afluente del Río Esla.
Los terrenos de Carbajal de Fuentes limitan con los de Villabraz al norte, Valdemora al noreste, Fuentes de Carbajal al sureste, Campazas al suroeste, Villaornate al oeste y Castrofuerte al noroeste.
- Datos: Q6403460